# 元長鄉
元長鄉（臺羅：Guân-tsióng-hiong），舊稱「元掌庄」，位於臺灣雲林縣西南方，境內居民多以務農為業，是典型的農業鄉。主要農產品有花生（產量位居臺灣島第一，約佔全島28%）、牛蒡、蒜頭、稻米也是該鄉的主要農產品。

## 歷史
明朝即有開發歷史記載，黃、吳、蘇、傅等四姓先民來臺開墾當地的原祖四姓，後因傅姓回到福建省泉州府邀請李姓長工來臺開發，而後有泉州府南安縣芙蓉鄉李氏五大房移民居於此地，今日李姓依然為元長鄉最主要的姓氏之一。
清朝乾隆年間，福建省泉州府人傅元掌最初在元長鄉開墾，傅氏為人樂善好施，為鄉里所推崇，其過世後居民為紀念其人，將當地命名為元掌庄。在清朝嘉慶年間，當地居民平定土匪有功，皇帝賜名元長，取其天長地久之意，但「長」仍發為「掌」（tsióng）音而非「成長」、「長度」的「長」（tióng）音。

## 人口
根據雲林縣虎尾戶政事務所統計，2024年底元長鄉戶數約9.1千戶，人口約2.3萬人，鄉內人口最多與最少的村分別是長南村與卓運村，2024年底兩村人口分別為3,681人與340人。與雲林縣其他地區相同，元長鄉面臨嚴重人口老化與少子化的問題，2024年底元長鄉人口的年齡結構中，幼年人口佔比約為7.53%，壯年人口佔比約為64.63%，老年人口佔比約為27.84%，老化指數約為369.55%，是雲林縣壯年比例最低、老年比例最高的鄉鎮。

## 政治

### 歷任首長
| 任次 | 姓名   | 備註 |
| ---- | ------ | ---- |
| 1    | 吳仁義 |      |
| 2    | 吳仁義 |      |
| 3    | 吳仁義 |      |
| 4    | 李 義  |      |
| 5    | 李 義  |      |
| 6    | 李金城 |      |
| 7    | 李金城 |      |
| 8    | 吳萬勝 |      |
| 9    | 吳 三  |      |
| 10   | 吳明吉 |      |
| 11   | 吳明吉 |      |
| 12   | 李文勝 |      |
| 13   | 李文勝 |      |
| 14   | 李志成 |      |
| 15   | 李志成 |      |
| 16   | 李泗濱 |      |
| 17   | 李泗濱 |      |
| 18   | 李明明 |      |
| 19   | 李明明 | 現任 |

### 鄉政組織

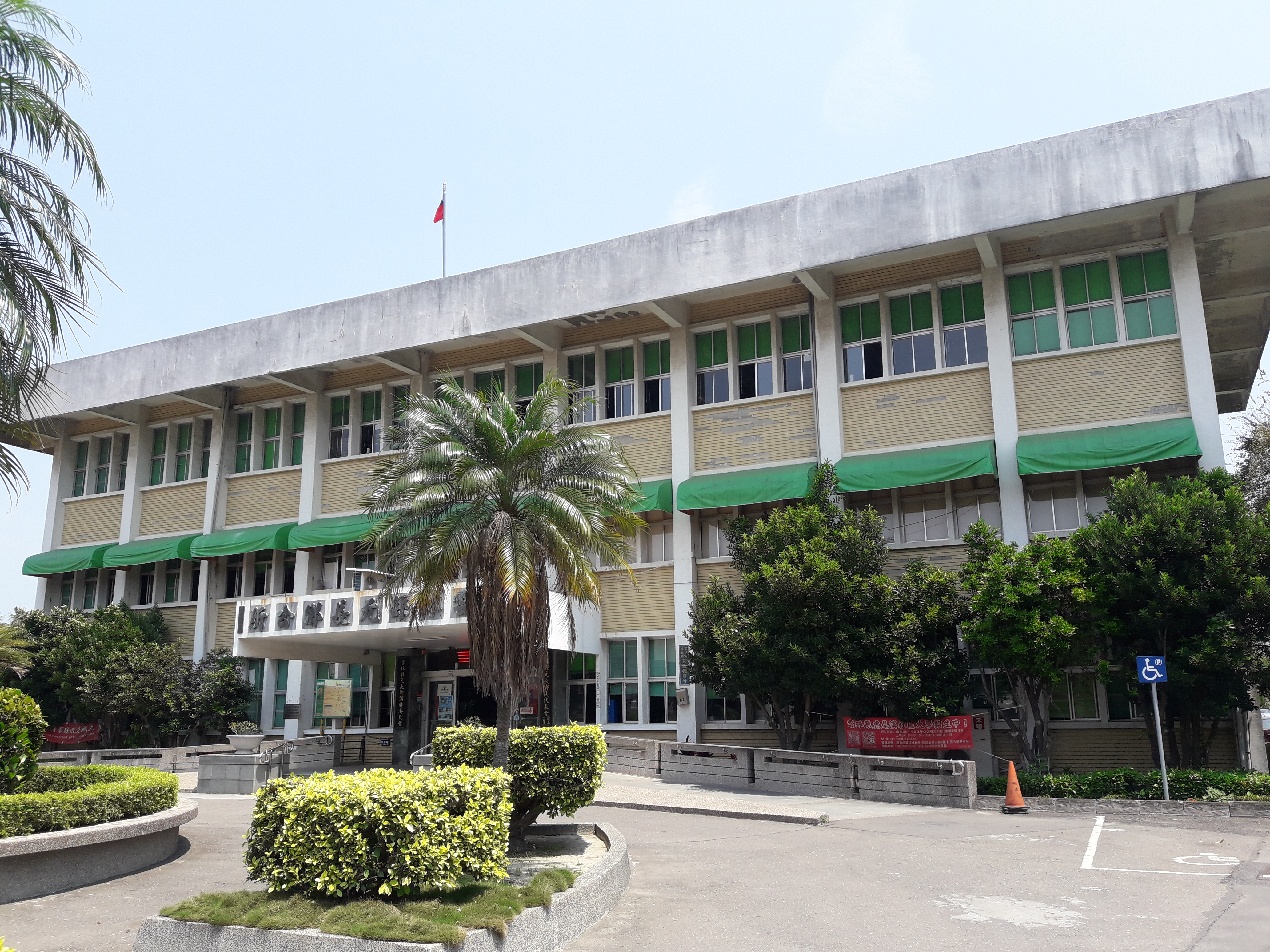
元長鄉公所與元長鄉民代表會合署辦公大樓

元長鄉公所是元長鄉最高層級的地方行政機關，在中華民國政府架構中為鄉自治的行政機關，同時負責執行縣政府及中央機關委辦事項，元長鄉的自治監督機關為雲林縣政府。鄉長由全體鄉民直接選舉產生，任期為四年，可連選連任一次。元長鄉公所設置鄉政會議，為鄉政最高決策機構。在鄉長之下，設有5課3室等8個內部單位及4個附屬機關。
元長鄉民代表會是元長鄉的最高民意機關，代表元長鄉全體鄉民立法和監察鄉政。鄉民代表由公民直選選出，任期為四年，可連選連任。元長鄉民代表會共有11位鄉民代表，分別為第一選區（元長區）5席鄉民代表、第二選區（客厝區）3席鄉民代表、第三選區（鹿寮區）3席鄉民代表，主席、副主席由11位鄉民代表互選產生。

### 行政區
元長鄉共轄21個村，其行政區域分布情形為：
| 次分區 | 村名   | 村名   | 村名   | 村名   | 村名   | 村名   | 村名   | 村名   | 村名   |
| ------ | ------ | ------ | ------ | ------ | ------ | ------ | ------ | ------ | ------ |
| 元長區 | 長南村 | 長北村 | 後湖村 | 子茂村 | 山內村 | 合和村 | 五塊村 | 潭東村 | 潭西村 |
| 客厝區 | 客厝村 | 卓運村 | 頂寮村 | 下寮村 | 龍岩村 | 西莊村 |        |        |        |
| 鹿寮區 | 鹿北村 | 鹿南村 | 瓦磘村 | 崙仔村 | 內寮村 | 新吉村 |        |        |        |

## 信仰

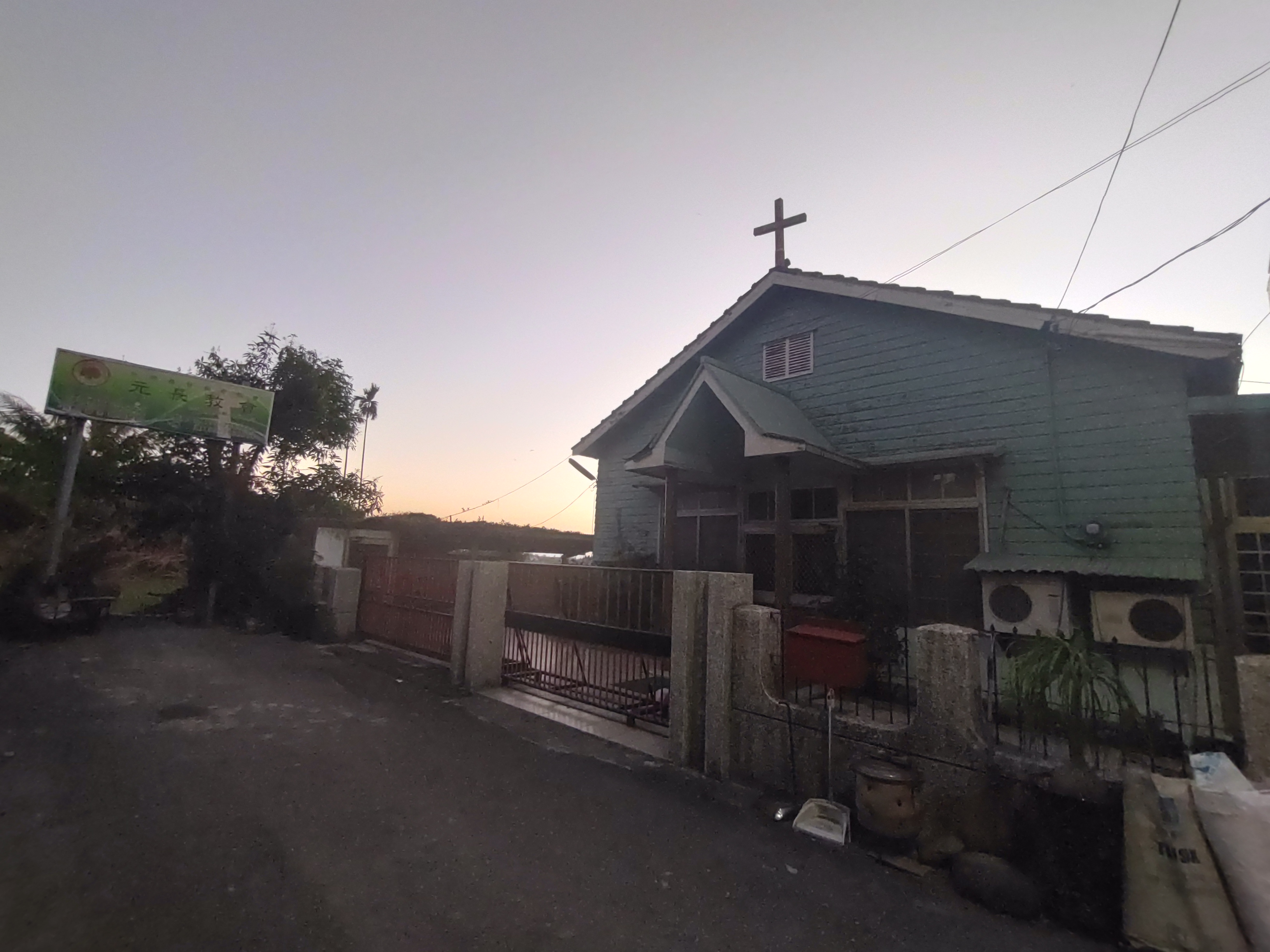
元長教會

- 台灣基督長老教會嘉義中會元長教會：位於元長市區之元西路巷子內，由北港教會於1961年年底分設，為元長鄉之基督信仰中心。
- 元長鰲峰宮
- 元長太子宮
- 元長潭西保天宮
- 元長三房寮保安府
- 元長合和參天宮
- 元長合和-承德府
- 潭東金母宮
- 山內村葱仔寮古安宮

## 產業

### 特產
- 花生
- 甘蔗
- 稻米
- 蒜頭
- 胡麻油
- 花生油

### 工業
- 元長工業區

## 教育

### 國民中學
- 雲林縣立元長國民中學

### 國民小學

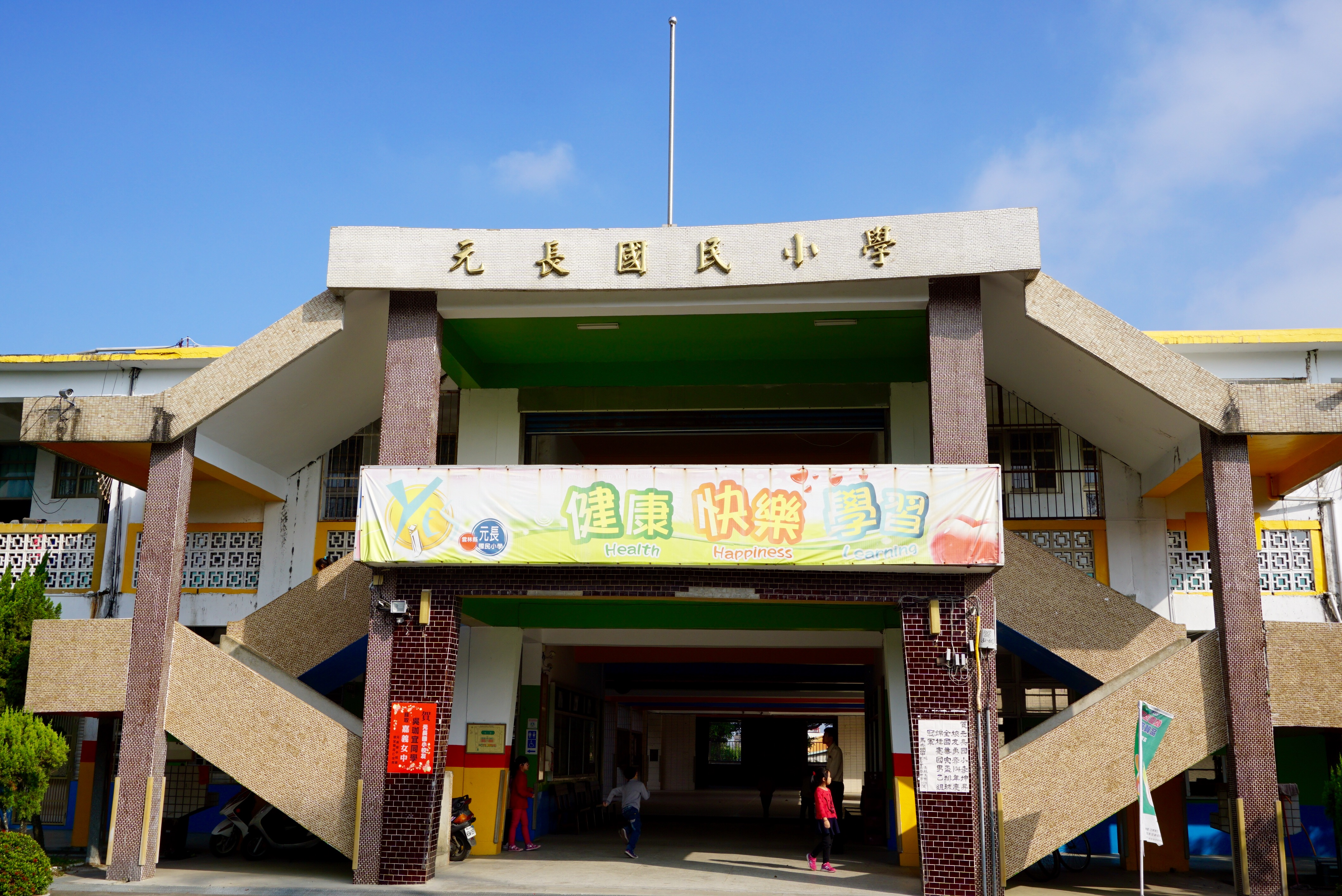
元長國小

- 雲林縣元長鄉元長國民小學
- 雲林縣元長鄉仁愛國民小學【潭內】
- 雲林縣元長鄉和平國民小學【子茂】
- 雲林縣元長鄉客厝國民小學【客仔厝】
- 雲林縣元長鄉新生國民小學【瓦磘村】
- 雲林縣元長鄉山內國民小學
- 雲林縣元長鄉仁德國民小學【內寮村】
- 雲林縣元長鄉忠孝國民小學【龍岩厝】
- 雲林縣元長鄉信義國民小學【五塊厝】

## 交通

### 公路
- 台19線
- 台78線（東西向快速道路 臺西－古坑線）
  - 元長交流道（15）
- 縣道145號
- 縣道145甲線
- 縣道160號

### 公車資訊
- 嘉義客運
  - 202 元長－高鐵雲林站
  - 7219 北港－內寮－土庫
- 臺西客運
  - 301 高鐵雲林站－北港
  - 7107 虎尾－元長－口湖
  - 7123 斗六－惠來厝－北港
  - 7124 斗六－北勢子－北港
  - 7136 西螺－二崙－北港
  - 9015 臺中車站－北港（與台中客運聯營）
- 統聯客運
  - 1633 臺北－北港－四湖鄉
  - 7001 北港鎮－臺北市
- 台中客運
  - 9015 臺中車站－北港（與臺西客運聯營）

## 旅遊
- 南水北引水利設施紀念碑
- 陳清森銅像
- 元長瓦磘庄集會所

## 外部連結
- 元長鄉公所 （页面存档备份，存于）